# Bezirk Chrudim
Der Bezirk Chrudim (tschechisch: Okresní hejtmanství v Chrudimi) war ein Politischer Bezirk im Königreich Böhmen. Der Bezirk umfasste Gebiete in Mittelböhmen im heutigen Kraj Vysočina, (Okres Havlíčkův Brod bzw. Okres Žďár nad Sázavou). Sitz der Bezirkshauptmannschaft war die Stadt Chrudim (Chrudim). Das Gebiet gehörte seit 1918 zur neu gegründeten Tschechoslowakei und ist seit 1993 Teil Tschechiens.

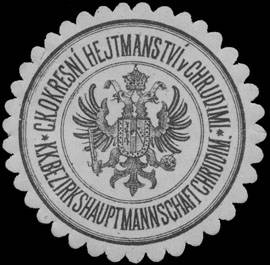
Siegelmarke Okresní hejtmanství v Chrudimi / Bezirkshauptmannschaft Chrudim

## Geschichte
Die modernen, politischen Bezirke der Habsburgermonarchie wurden 1868 im Zuge der Trennung der politischen von der judikativen Verwaltung geschaffen.
Der Bezirk Chrudim wurde 1868 aus den Gerichtsbezirken Chrudim (tschechisch: soudní okres Chrudim), Hlinsko (Hlinsko) und Nassaberg (Nasevrky) gebildet.
Im Bezirk Chrudim lebten 1869 81.261 Personen, wobei der Bezirk ein Gebiet von 12,2 Quadratmeilen und 88 Gemeinden umfasste.
1900 beherbergte der Bezirk 89.775 Menschen, die auf einer Fläche von 706,30 km² bzw. in 102 Gemeinden lebten.
Der Bezirk Chrudim umfasste 1910 eine Fläche von 706,25 km² und eine Bevölkerung von 93.938 Personen. Von den Einwohnern hatte 1910 98.688 Tschechisch und 103 Deutsch als Umgangssprache angegeben. Des Weiteren lebten im Bezirk 147 Anderssprachige oder Staatsfremde. Zum Bezirk gehörten drei Gerichtsbezirke mit insgesamt 110 Gemeinden bzw. 148 Katastralgemeinden.